# Darko Nejašmić
Darko Nejašmić (Split, 25 de enero de 1999) es un futbolista croata. Juega como centrocampista y su equipo es el Sharjah F. C. de la UAE Pro League.

## Trayectoria
Nacido en Split, Nejašmić representó a la academia del Adriatic Split cuando era joven, antes de pasar al equipo juvenil de Hajduk Split. En 2017, fue ascendido al equipo de reserva y jugó regularmente durante la temporada. El 20 de septiembre de 2017, debutó con el primer equipo, sustituyendo a Josip Radošević en la victoria por 3-0 sobre el Oriolik en la Copa de Croacia.
El 18 de junio de 2018, Nejašmić fue ascendido al plantel profesional y firmó su primer contrato profesional. Hizo su debut en la liga el 1 de diciembre, jugando los noventa minutos en la victoria por 4-1 sobre Rudeš.

## Selección nacional

### Categorías inferiores
El 2 de octubre de 2018, Nejašmić fue llamado a la selección sub-21 de Croacia para disputar la clasificación de la Eurocopa Sub-21 contra Italia y San Marino.

## Clubes
| Club                     | País    | Años      |
| ------------------------ | ------- | --------- |
| H. N. K. Hajduk Split II | Croacia | 2017-2018 |
| H. N. K. Hajduk Split    | Croacia | 2018-2022 |
| N. K. Osijek (cedido)    | Croacia | 2021-2022 |
| N. K. Osijek             | Croacia | 2022-2024 |
| Sharjah F. C.            | EAU     | 2024-     |

## Estadísticas
| Club            | Temporada     | Liga          | Liga  | Liga  | Copa  | Copa  | Continental | Continental | Total | Total |
| Club            | Temporada     | División      | Part. | Goles | Part. | Goles | Part.       | Goles       | Part. | Goles |
| --------------- | ------------- | ------------- | ----- | ----- | ----- | ----- | ----------- | ----------- | ----- | ----- |
| Hajduk Split II | 2017–18       | Druga HNL     | 28    | 3     | —     | —     | —           | —           | 28    | 3     |
| Hajduk Split II | 2018–19       | Druga HNL     | 10    | 0     | —     | —     | —           | —           | 10    | 0     |
| Hajduk Split II | Total         | Total         | 38    | 3     | —     | —     | —           | —           | 38    | 3     |
| Hajduk Split    | 2017–18       | Prva HNL      | 0     | 0     | 1     | 0     | 0           | 0           | 1     | 0     |
| Hajduk Split    | 2018–19       | Prva HNL      | 12    | 0     | 2     | 0     | 0           | 0           | 14    | 0     |
| Hajduk Split    | Total         | Total         | 1     | 0     | 3     | 0     | 0           | 0           | 4     | 0     |
| Carrera total   | Carrera total | Carrera total | 50    | 3     | 3     | 0     | 0           | 0           | 53    | 3     |

## Palmarés

### Títulos internacionales
| Título                        | Club          | Sede    | Año  |
| ----------------------------- | ------------- | ------- | ---- |
| Liga de Campeones 2 de la AFC | Sharjah F. C. | Kallang | 2025 |